# Дрегуш
Дрегуш (рум. Drăguș) — комуна у повіті Брашов в Румунії. До складу комуни входить єдине село Дрегуш.
Комуна розташована на відстані 179 км на північний захід від Бухареста, 65 км на захід від Брашова, 144 км на південний схід від Клуж-Напоки.

## Населення
У 2009 році у комуні проживали 1235 осіб.

## Зовнішні посилання
- Дані про комуну Дрегуш на сайті Ghidul Primăriilor [Архівовано 4 березня 2009 у Wayback Machine.]